# Per Kirkeby
 (décembre 2011).
Si vous disposez d'ouvrages ou d'articles de référence ou si vous connaissez des sites web de qualité traitant du thème abordé ici, merci de compléter l'article en donnant les références utiles à sa vérifiabilité et en les liant à la section « Notes et références ».
Per Kirkeby Christensen, né le 1er septembre 1938 à Copenhague et mort le 9 mai 2018 dans la même ville, est un artiste danois, géologue de formation, peintre, sculpteur, graveur, réalisateur de films et écrivain, considéré comme une figure majeure de l'art contemporain scandinave.

## Biographie

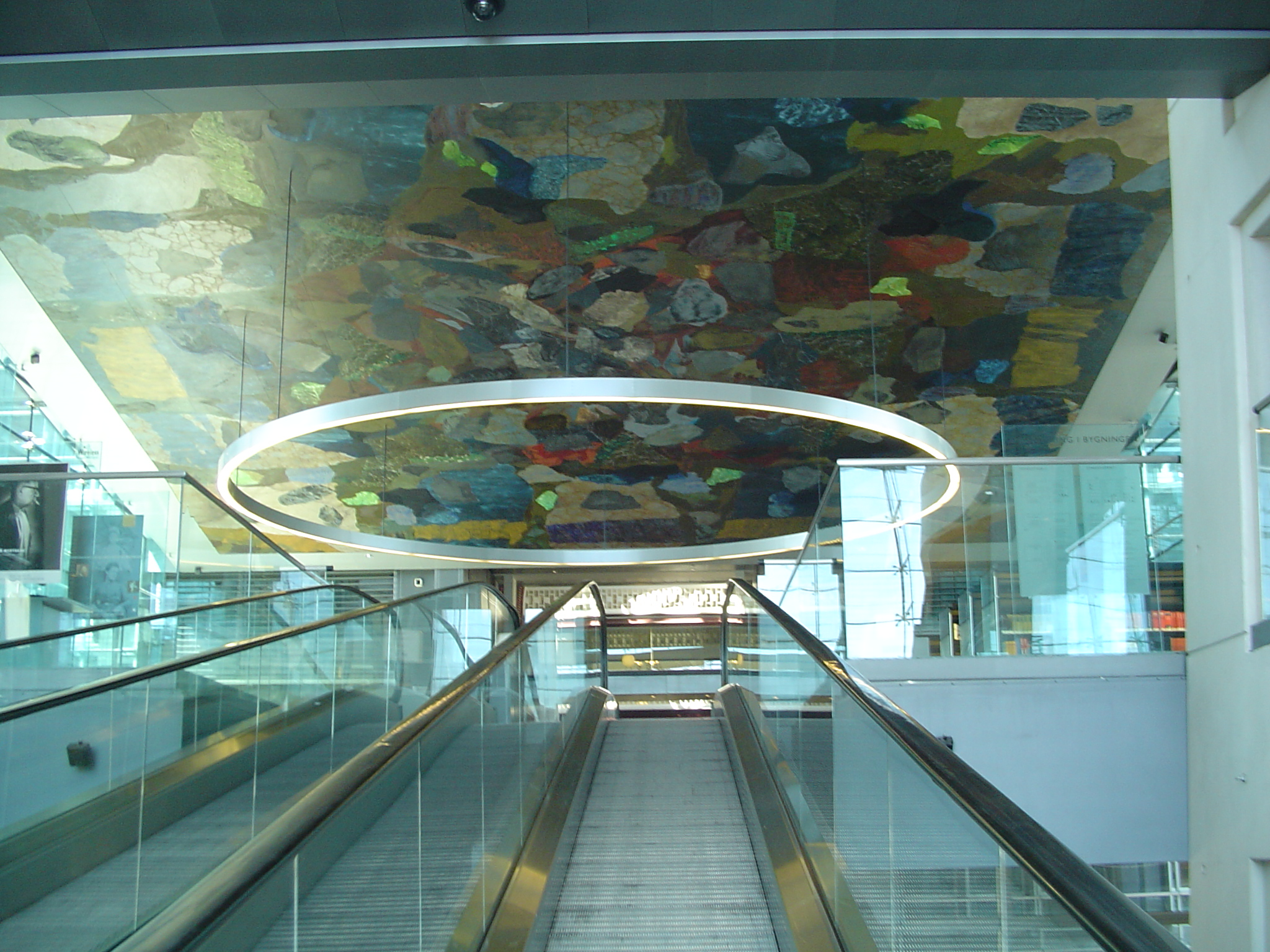
Fresque sans titre de Kirkeby à la Bibliothèque royale de Copenhague en 2005.

Son père est un ingénieur des services municipaux de Copenhague. Per Kirkeby commence la peinture à l'âge de 14 ans. Légèrement dyslexique, il préfère vite s'exprimer par le dessin. Son grand-père, qui avait abandonné sa famille, fut lui-même un artiste peintre installé au Canada.
Kirkeby suit des études de sciences naturelles à l'université de Copenhague et participe, de 1958 à 1965, en tant que géologue, à de nombreuses expéditions scientifiques à Narssaq et dans la Terre de Peary d'Eigil Knuth au Groenland.
En 1971, il est commissaire national représentant le Danemark à la Biennale de Paris.
En 2000, victime d'un grave accident cérébral, il doit subir une importante opération, mais il retrouve peu à peu toutes ses facultés, ce qui lui permet de terminer en 2004 les fresques du musée de géologie de Copenhague. Pour leur réalisation, il s'est inspiré des anciens dessins des expéditions scientifiques auxquelles il a participé.
Per Kirkeby est particulièrement connu en Allemagne, au Royaume-Uni et en Espagne, où des musées lui ont consacré des rétrospectives.
De son vivant, il se partageait entre son atelier de Copenhague et, l'été, sa maison de l'île de Læsø située entre le Danemark et la Suède.

### Distinctions
- 1982 : membre de l'Académie danoise
- 1993 : prix Ars Fennica

## Œuvre
Peintre, écrivain, poète, réalisateur de film, grand voyageur, Per Kirkeby est un admirateur de l'architecture des Mayas, de Cézanne, de Manet, de Madame de Staël, d'Eugène Leroy.
Toiles délavées, écorces de terre ouverte, marbrures, cratères, précipices charbonneux, hachures et stries, verts fondus, pans violacés, ocres brûlés, jaunes soufrés, lueurs blafardes… : Kirkeby crée une œuvre minérale marquée par son sens de la composition « où se mêlent l'abstraction et la plénitude de la couleur[réf. nécessaire] » et une magie secrète, mais un maniérisme nordique.

Kirkeby réalise plusieurs tableaux en même temps qui peuvent rester en attente durant de longues périodes, car il n'a pas « une grande confiance dans un résultat spectaculaire » dès lors qu'il « peint rapidement » : 

« Tant que je peux expliquer pourquoi les choses sont à une certaine place dans mes toiles, j'estime que ce n'est pas bon. Il faut que ça lâche, que ça devienne un mystère… »

Il pense être « dépendant des choses vues et perçues », même si elles sont recouvertes de plusieurs couches de matières : 

« Je suis un peintre de l'ancienne école, qui est soumis et dépendant des choses perçues et vues, comme de la lumière qui l'entoure. Aussi mes tableaux changent selon que les saisons varient, un paysage d'automne ou une lumière d'été font des tableaux différents. »

Per Kirkeby a aussi publié des poèmes et des romans.

### Quelques œuvres
- A Spatial Ornament for the New Museum, 1987-2000, parvis du musée d'art contemporain de Lyon[2]
- Portique en brique du tramway d'Orléans
- Holz 2  (Bois II), huile sur toile, 200 x 130, musée d'Arts de Nantes[3]

### Cote
En 2004, le prix de ses tableaux s'établissait entre 35 000 €et 150 000 €.[réf. nécessaire]

## Autour de son œuvre

### Livre illustré
- Emmanuel Ruben, Icecolor[6], récit, avec des peintures et des dessins de Per Kirkeby, Saint-Étienne, éditions Le Réalgar, 2014

### Au cinéma
- Dans le film Breaking the Waves de Lars von Trier apparaissent quelques-uns des tableaux de Kirkeby en plan fixe, utilisés pour scander, chapitre par chapitre, cette tragédie filmée.

### Filmographie
- Man Falling, documentaire d’Anne Wivel, 1 h 51, 2015